# ERRR
Albums de La Fève
KOLAF (avec Kosei)
(2020) 24
(2023)
ERRR ou ERRR Tape est une mixtape du rappeur français La Fève sortie le 17 décembre 2021.
En février 2023, la mixtape est certifiée disque d'or par le SNEP avec plus de 50 000 ventes. En avril 2025, elle devient certifiée disque de platine avec plus de 100 000 ventes.

## Présentation
Propulsé au devant la scène rap française avec le succès de son morceau Mauvais Payeur en octobre 2021, La Fève sort ERRR en décembre.

## Liste des pistes
| ERRR  | ERRR                          | ERRR                           | ERRR  | ERRR | ERRR | ERRR | ERRR | ERRR | ERRR |
| No    | Titre                         | Producteur(s)                  | Durée |      |      |      |      |      |      |
| ----- | ----------------------------- | ------------------------------ | ----- | ---- | ---- | ---- | ---- | ---- | ---- |
| 1.    | BELEK                         | Lyele Gwapo                    | 1:57  |      |      |      |      |      |      |
| 2.    | OTW                           | Lyele Gwapo                    | 2:08  |      |      |      |      |      |      |
| 3.    | L'APPEL                       | D1gri & Jead                   | 2:11  |      |      |      |      |      |      |
| 4.    | CASTRO (feat. $ouley)         | Bricksy & 3g                   | 3:01  |      |      |      |      |      |      |
| 5.    | NO HOOK                       | DAIGO                          | 1:38  |      |      |      |      |      |      |
| 6.    | SAOULÉ                        | Tempo Once Again & DoomX       | 1:31  |      |      |      |      |      |      |
| 7.    | CRENSHAW                      | OG Mael, FREAKEY! & Yougomajor | 1:48  |      |      |      |      |      |      |
| 8.    | RAT INTERLUDE                 | Kosei                          | 2:35  |      |      |      |      |      |      |
| 9.    | ZAZA                          | Lyele Gwapo & Fakri Jenkins    | 1:49  |      |      |      |      |      |      |
| 10.   | MAUVAIS PAYEUR                | demna                          | 2:18  |      |      |      |      |      |      |
| 11.   | VOIR AILLEURS (feat. Zamdane) | Timo & Bayadis                 | 3:12  |      |      |      |      |      |      |
| 12.   | BOXE INTERLUDE                | demna & S2000                  | 2:03  |      |      |      |      |      |      |
| 13.   | LONERRR                       | Kosei                          | 2:23  |      |      |      |      |      |      |
| 14.   | VOITURE SPORTIVE              | Kosei & FREAKEY!               | 1:39  |      |      |      |      |      |      |
| 15.   | ZOMBIE                        | Jead, Lyele Gwapo & FREAKEY!   | 1:21  |      |      |      |      |      |      |
| 16.   | VVS (feat. S.Téban)           | Kosei, Mela & Platinumwav      | 2:29  |      |      |      |      |      |      |
| 17.   | KANYE WEST                    | Rosaliedu38                    | 2:01  |      |      |      |      |      |      |
| 18.   | LYELE OUTRO                   | Lyele Gwapo                    | 2:49  |      |      |      |      |      |      |
| 39:00 |                               |                                |       |      |      |      |      |      |      |

## Titres certifiés en France
- MAUVAIS PAYEUR :  Platine[2]
- NO HOOK :  Or[3]

## Ventes et certifications
| Région        | Certification | Ventes/Streams |
| ------------- | ------------- | -------------- |
| France (SNEP) | Platine       | 100 000        |